# Val de Zinal
Val de Zinal – dolina w Szwajcarii w kantonie Valais, w Alpach Pennińskich. Jej wylot znajduje się w miejscowości Mission, gdzie dolina Val d'Anniviers rozdziela się na dwie doliny: zachodnią Val de Moiry i wschodnią Val de Zinal. Stamtąd Val de Zinal biegnie na południe między masywami Weisshorn i Obergabelhorn - Zinalrothorn od wschodu, które oddzielają ją od dolin Turtmanntal i Mattertal oraz wschodnią granią masywu Dent Blanche - Cornier od zachodu. Grań ta oddziela dolinę Val de Zinal od doliny Val de Moiry. Przez dolinę przepływa potok Navizence.
W górnej części doliny, m.in. na zboczach Weisshornu, Obergabelhornu, Zinalrothornu i Dent Blanche, znajdują się liczne lodowce. Są to m.in.: Glacier de Zinal, Glacier de Moming i Weisshorngletscher.
W dolinie znajdują się miejscowości: Ayer, Mottec i Zinal.